# Bandravi, Molakalmuru
Bandravi là một làng thuộc tehsil Molakalmuru, huyện Chitradurga, bang Karnataka, Ấn Độ.